# To End All Wars
To End All Wars is de autobiografie van Ernest Gordon die gaat over de ervaringen met vertrouwen en hoop die gevangengenomen soldaten hadden terwijl ze de dodenspoorlijn bouwden, tijdens de laatste drie en half jaar van de Tweede Wereldoorlog.
Het boek is in 2001 verfilmd, met in de hoofdrollen Robert Carlyle, Kiefer Sutherland en Sakae Kimura. De film werd geregisseerd door David L. Cunningham. De film is voor het grootste deel opgenomen op Hawaï.

## Verhaal
De film gaat over het waargebeurde verhaal van vier geallieerde krijgsgevangenen die de slechte behandeling van hun Japanse gevangennemers moeten doorstaan tijdens de Tweede Wereldoorlog. Ze worden gedwongen om een spoorbaan te bouwen door de Burmese jungle. Uiteindelijk vinden ze ware vrijheid door hun vijanden te vergeven.

## Rolverdeling
| Acteur            | Personage             |
| ----------------- | --------------------- |
| Robert Carlyle    | Ian Campbell          |
| Kiefer Sutherland | Jim "Yanker" Reardon  |
| Ciarán McMenamin  | Ernest "Ernie" Gordon |
| Mark Strong       | Dusty Miller          |
| Sakae Kimura      | Ito Gunso             |
| Masayuki Yui      | Rikugun-Tai-i Noguchi |
| James Cosmo       | Stuart McLean         |
| John Gregg        | Coates                |
| Shu Nakajima      | Nagatomo              |
| Yugo Saso         | Takashi Nagase        |
| Pip Torrens       | Foxworth              |
| Adam Sinclair     | Jocko                 |
| Winton Nicholson  | Duncan                |
| Brendan Cowell    | Wallace Hamilton      |
| Greg Ellis        | Roger Primrose        |
| James McCarthy    | Norman                |
| Daryl Bonilla     | POW                   |